# Sándor Festetics
Pour sa famille, voir Famille Festetics.
Le comte Sándor Ágost Dénes Festetics de Tolna (31 mai 1882 - 12 septembre 1956) est un noble et un homme politique hongrois, ministre de la Guerre (en) en 1918-1919, devenu partisan du nazisme par la suite.

## Arrière-plan
Provenant d'une grande famille hongroise (son père était Andor Festetics (en)), Sándor Festetics a été parmi ceux qui ont été choisis pour servir dans le gouvernement de Mihály Károlyi et a été nommé ministre de la Défense en 1918. Bien que ce gouvernement n'ait pas été couronné de succès, Festetics est resté actif en politique et est devenu un partisan de István Bethlen.

## La politique et le soutien au nazisme
Après un temps passé loin de la politique, Festetics, qui est devenu un partisan du nazisme, prend la direction du petit Parti populaire national-socialiste hongrois en 1933, utilisant la fortune qu'il a héritée de son oncle le Prince Taszilo pour chercher à développer le groupe. Ce parti est une copie du Parti Nazi allemand, reprenant la majeure partie de son Programme en 25 points. En 1934, il forme une alliance avec Zoltán Meskó et Fidél Pálffy. Cependant, il est rapidement expulsé car son engagement en faveur de l'antisémitisme est considéré comme faible ; Festetics a en effet continué à employer des Juifs sur ses terres.
Il s'associe ensuite avec de petits mouvements dirigés par István Balogh et Kálmán Hubay, siégeant au parlement de 1935 à 1939, sous différentes étiquettes.
En accord avec certains de ses contemporains qui ont prêché contre l'influence des Juifs, Festetics est attiré par l'idée du sionisme comme une solution à ce qu'il voit comme le problème juif en Europe. En effet, en 1934, lors d'une session du Parlement, il demande que les Sionistes soient encouragés, car toutes les personnes, y compris les Juifs, ont le droit de vivre dans leur propre pays. Il révèle qu'il a même permis à une organisation sioniste d'utiliser ses terres pour un programme de formation agricole, pour un groupe de jeunes Juifs qui se prépare à émigrer vers la Palestine.

## Retraite de la vie politique
Festetics met un terme à sa carrière politique en 1939. Il ne prend pas une part active à la vie politique au cours de la Seconde Guerre mondiale et meurt à son domicile, près du lac Balaton, en 1956.